# Чемпіш
Чемпіш (пол. Czempisz) — село в Польщі, у гміні Бжезіни Каліського повіту Великопольського воєводства.
Населення — 488 осіб (2011).
У 1975—1998 роках село належало до Каліського воєводства.

## Демографія
Демографічна структура станом на 31 березня 2011 року:
|          | Загалом | Допрацездатний вік | Працездатний вік | Постпрацездатний вік |
| -------- | ------- | ------------------ | ---------------- | -------------------- |
| Чоловіки | 235     | 53                 | 161              | 21                   |
| Жінки    | 253     | 65                 | 139              | 49                   |
| Разом    | 488     | 118                | 300              | 70                   |